# II (The Mission)
II è il secondo EP della band The Mission, pubblicato nel 1986 anche in edizione limitata e in versione singolo contenente solamente due tracce.

## Tracce

### Versione Standard
1. Like A Hurricane – 4:55 – cover di Neil Young & Crazy Horse
2. Intermission: "Gleaming Dome" – 0:35
3. Garden Of Delight – 4:56
4. Over The Hills And Far Away – 3:55
5. Intermission: "East Coast Lament" – 0:40
6. The Crystal Ocean – 5:16
7. Swan Song: "Vigilante Man" – 0:25

### Limited Edition
1. Like A Hurricane – 6:57 – cover di Neil Young & Crazy Horse
2. Garden Of Delight – 3:22
3. The Crystal Ocean – 7:31
4. Dancing Barefoot – 3:07 – cover dei Patti Smith Group

### Singolo
1. Garden Of Delight – 3:22
2. Like A Hurricane – 4:55 – cover di Neil Young & Crazy Horse

## Formazione
- Wayne Hussey –  voce, chitarra
- Simon Hinkler – chitarra
- Craig Adams – basso
- Mick Brown – batteria